# Mausbach (Freudenberg)
Mausbach ist ein Stadtteil von Freudenberg im südlichen Teil Nordrhein-Westfalens mit rund 140 Einwohnern.
Der Ort ist der westlichste Stadtteil und liegt direkt an der Landesgrenze zu Rheinland-Pfalz. Er wird von Osten durch die Plittersche, einen Nebenbach der Asdorf, gerahmt.

## Geschichte
Bis zum 31. Dezember 1968 gehörte der Ort dem Amt Freudenberg an. Seit dem 1. Januar 1969 ist Mausbach mit Inkrafttreten des zweiten Gesetzes zur Neugliederung des Landkreises Siegen einer von 17 Stadtteilen der Stadt Freudenberg.

### Einwohnerentwicklung
Die Einwohnerzahlen Mausbachs:
| Jahr | Einwohner |
| ---- | --------- |
| 1818 | 53        |
| 1885 | 144       |
| 1895 | 179       |
| 1905 | 211       |
| 1910 | 185       |
| 1925 | 181       |

| Jahr | Einwohner |
| ---- | --------- |
| 1933 | 166       |
| 1939 | 165       |
| 1950 | 193       |
| 1961 | 178       |
| 1967 | 182       |
| 1994 | 211       |

| Jahr | Einwohner |
| ---- | --------- |
| 2000 | 199       |
| 2010 | 176       |
| 2011 | 164       |
| 2014 | 161       |
| 2017 | 155       |
| 2019 | 151       |

| Jahr | Einwohner |
| ---- | --------- |
| 2020 | 156       |
| 2021 | 151       |
| 2022 | 142       |